# ميخائيل كلاين (رجل أعمال)
ميخائيل كلاين (بالبرتغالية: Michael Klein‏) هو شخصيَّة أعمال برازيلي، ولد في 1951 في ميونخ في ألمانيا.

## وصلات خارجية
- الموقع الرسمي